# Kazetový adaptér

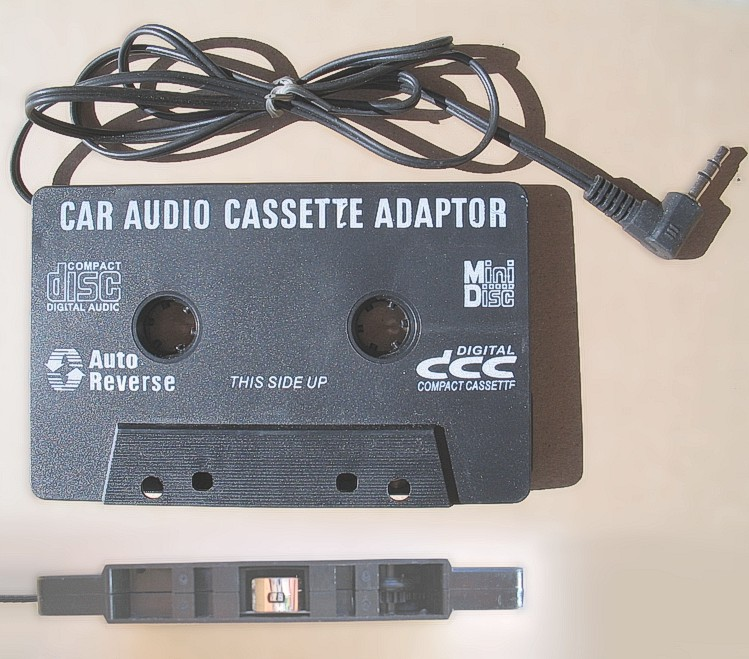
Typický kazetový adaptér

Kazetový adaptér je zařízení, které umožní přehrávat hudbu z jiného zdroje na zařízení vybaveném kazetovou mechanikou.

## Použití
Podle patentu z 29. března 1988 je kazetový adaptér zařízení, které dovoluje využití přenosných hudebních přehrávačů ve starších kazetových magnetofonech. Původně byl vytvořen k připojení přenosných CD přehrávačů k autorádiím vybaveným pouze kazetovou mechanikou, ale je také s oblibou používán s přenosnými multimediálními přehrávači či mobilními telefony v automobilech, které CD přehrávač již mají, ale nejsou vybaveny vstupem pro další zdroj signálu (AUX).

## Konstrukce
Kazetový adaptér vypadá jako magnetofonová kazeta. Místo cívek s magnetofonovým páskem je však uvnitř kazetového adaptéru přenosová hlava a to přesně v místě, kde čtecí hlava kazetové mechaniky snímá signál z magnetofonového pásku. Přenosová hlava je připojena ke vstupnímu kabelu, který hlavu propojuje se zdrojem signálu. Kabel je typicky zakončen konektorem Jack.
Kazetový adaptér také obsahuje mechanismus, který simuluje pohyb magnetofonového pásku. Moderní kazetové mechaniky sledují pohyb pásku, aby mohly zjistit, zda pásek končí. K zjištění konce pásku se používá detekční kolečko přitlačené k pásku, kterým pásek otáčí. Uvnitř kazetového adaptéru je systém ozubených kol, která převádějí otáčení motoru mechaniky (přes hnací hřídel) na otáčení malého kolečka. Toto malé kolečko se točí proti detekčnímu kolečku a simuluje tak pohyb pásku.